# Gunnar Bärlund
Gunnar Bärlund, pseudonim ringowy „GeeBee” (ur. 9 stycznia 1911 w Helsinkach, zm. 2 sierpnia 1982 w Palm Beach) – fiński bokser, mistrz Europy.
Uczestnik Igrzysk Olimpijskich w Los Angeles 1932 roku, w kategorii ciężkiej.
Startując w  Mistrzostwach Europy w Budapeszcie 1934 roku zdobył złoty medal w wadze ciężkiej.
Mistrz Finlandii w 1933 roku, w tej samej kategorii.
W latach 1934–1948 walczył na ringu zawodowym, stoczył 86 walk, z czego 55 wygrał, 1 zremisował i 30 przegrał.